# Polinices intemeratus
Polinices intemeratus is een slakkensoort uit de familie van de Naticidae. De wetenschappelijke naam van de soort is voor het eerst geldig gepubliceerd in 1853 door Philippi.